# Porsche Tennis Grand Prix 2022
Porsche Tennis Grand Prix 2022 este un turneu de tenis feminin care se joacă pe terenuri cu zgură, acoperite. Este cea de-a 44-a ediție a Porsche Tennis Grand Prix și face parte din turneele WTA 500 din WTA Tour 2022. Acesta va avea loc la Porsche Arena din Stuttgart, Germania, în perioada 18-24 aprilie 2022.

## Campioni

### Simplu
Pentru mai multe informații consultați Porsche Tennis Grand Prix 2022 – Simplu

### Dublu
Pentru mai multe informații consultați Porsche Tennis Grand Prix 2022 – Dublu

## Puncte
| Probă  | C   | F   | SF  | QF  | R16 | R2  | Q   | Q2  | Q1  |
| Simplu | 470 | 305 | 185 | 100 | 55  | 1   | 25  | 13  | 1   |
| Dublu  | 470 | 305 | 185 | 100 | 1   | N/A | N/A | N/A | N/A |

## Premii în bani
| Probă  | C       | F       | SF      | QF      | R16    | R321   | Q2     | Q1     |
| Simplu | $68,570 | $51,000 | $32,400 | $15,500 | $8,200 | $6,650 | $5,000 | $2,565 |
| Dublu* | $25,230 | $17,750 | $10,000 | $5,500  | $3,500 | N/A    | N/A    | N/A    |

1Premiul în bani pentru calificare este, de asemenea, premiul în bani din runda de 32.

*per echipă